# Snowornis cryptolophus
El guardabosques oliváceo (Snowornis cryptolophus), también denominado guardabosque oliva (en Colombia), piha olivácea (en Ecuador y Perú) o minero olivo,  es una especie de ave paseriforme de la  familia Cotingidae, una de las dos perteneciente al género Snowornis. Es nativo de regiones andinas del noroeste de América del Sur.

## Distribución y hábitat
Se distribuye a lo largo de la cordillera de los Andes desde el noroeste de Colombia, por Ecuador, hasta el centro de Perú.
Esta especie es considerada poco común y local en sus hábitat naturales: el nivel bajo y medio de bosques montanos húmedos tropicales o subtropicales entre los 1200 y los 2200 m de altitud.

## Sistemática

### Descripción original
La especie S. cryptolophus fue descrita por primera vez por los zoólogos británicos Philip Lutley Sclater y Osbert Salvinen 1877 bajo el nombre científico Lathria cryptolopha; la localidad tipo es «Monji, Ecuador».

### Etimología
El nombre genérico masculino «Snowornis» conmemora al ornitólogo británico David William Snow (1924-2009) combinado con la palabra del griego «ornis, ornithos» que significa pájaro; y el nombre de la especie «cryptolophus», se compone de las palabras del griego «kruptos» que significa escondido  y «lophos» que significa cresta.

### Taxonomía
El ornitólogo David William Snow fue el primero a sugerir en 1982 que las dos especies andinas de Lipaugus, los pihas verdes, podrían ser parientes distantes del resto del género; posteriormente, en 1990, Richard O. Prum encontró cinco características morfológicas bien diferenciadas, lo que lo condujo a describir un nuevo género Swonornis, en 2001, para separarlas. El nombre homenajea a Snow por sus muchas contribuciones al entendimiento de la ecología, el comportamiento y la sistemática de Cotingidae y Pipridae.

### Subespecies
Según las clasificaciones del Congreso Ornitológico Internacional (IOC) y Clements Checklist/eBird, se reconocen dos subespecies, con su correspondiente distribución geográfica:
- Snowornis cryptolophus mindoensis (Hellmayr & Seilern, 1914) – Andes occidentales de Colombia (hacia el sur desde Antioquia) y noroeste de Ecuador (Pichincha).
- Snowornis cryptolophus cryptolophus (P.L. Sclater & Salvin, 1877) – Andes orientales de Colombia (hacia el sur desde la cabecera del valle del Magdalena) y Ecuador, y pendiente oriental y central de los Andes de Perú (hacia el sur hasta Huánuco).